# Ranunculus reniformis
Ranunculus reniformis Wall. ex Wight & Arn. – gatunek rośliny z rodziny jaskrowatych (Ranunculaceae Juss.). Występuje endemicznie w południowej części Indii – w stanach Tamilnadu oraz Kerala. 

## Morfologia
PokrójBylina o lekko owłosionych pędach. Dorasta do 50 cm wysokości.
LiścieMają kształt od owalnego do okrągłego. Mierzą 3–7 cm szerokości. Nasada liścia ma ucięty lub sercowaty kształt. Brzegi są karbowane.
KwiatySą pojedyncze. Pojawiają się na szczytach pędów. Mają żółtą barwę. Dorastają do 25 mm średnicy. Mają od 12 do 15 podłużnie owalnych płatków.
OwoceNagie niełupki, które tworzą owoc zbiorowy – wieloniełupkę o kulistym kształcie.

## Biologia i ekologia
Rośnie na łąkach i trawiastych zboczach. Występuje na wysokości od 1600 do 2400 m n.p.m. Kwitnie przez cały rok. 